# のまネコ (アスキーアート)
のまネコはインターネット上の巨大電子掲示板群、2ちゃんねるで考案されたアスキーアートキャラクターである。

## 概要
2005年9月に発生したエイベックスによるモナーの商標登録問題(のまネコ問題)によって誕生したAA。エイベックスのPVののまネコをそのままアスキーアート化したもの。主に虐殺などに用いられ、現在でも虐殺スレッドが点在している。
体型は元ネタに合わせてモナー体型の場合と、バランスと「ネコ」を優先してギコ体型の場合と2種類ある。

## AAによる表現
```
　　　∧＿∧
　　 （　 *ﾟwﾟ）　ノマノマイェイ!!
　　 （　　　　）
　　　|　｜　|
　　 （＿）＿）

　∧∧
　(*ﾟwﾟ)
　(|　　|)
～|　　|
　 し`J
```

## のまタコ
のまネコ問題の過程においてニュース速報(VIP)板で作り出されたアスキーアートキャラクター。エイベックスに反発したVIPPERたちによって、2005年9月9日11時26分「殺伐とした著作権業界に救世主が!インスパイヤマン」というスレッドにおける投稿をきっかけとして誕生した。エイベックスに対抗してのまタコグッズを販売する動きもあったようであるが、その後どうなったかは定かではない。2ちゃんねるの歴史#2005年も参照のこと。
```

　 ／￣￣￣￣￣￣￣￣￣￣￣ 
　.|　 のまタコ と申します。よろしく！！ 
　 ＼＿　＿＿＿＿＿＿＿＿＿＿＿ 
　 　　　V　　　　　__ 
　 ┏━━┓　　　| | 
　 ┃・∀・┃日　/ ヽ 
┗╋━━╋┛　|米| 
　 ┛　 　 ┗　 　|酒| 
```